# Новоолексіївка (Бердянський район)
Новоолексі́ївка — село в Україні, у Приморській міській громаді Бердянського району Запорізької області. Населення становить 687 осіб.

## Географія
Село Новоолексіївка розташоване на берегах річки Лозуватка, за 18 км від міста Приморськ і за 17 км від найближчої залізничної станції Єлизаветівка на лінії Пологи — Бердянськ. Вище за течією на відстані 1,5 км розташоване село Маринівка, нижче за течією на відстані 0,5 км розташоване село Лозуватка. Селом тече пересихаючий струмок. На півночі села знаходиться ставок.

## Населення

### Мова
Розподіл населення за рідною мовою за даними перепису 2001 року:
| Мова            | Кількість | Відсоток |
| --------------- | --------- | -------- |
| українська      | 558       | 81.22%   |
| російська       | 88        | 12.81%   |
| болгарська      | 32        | 4.66%    |
| білоруська      | 2         | 0.29%    |
| румунська       | 2         | 0.29%    |
| інші/не вказали | 5         | 0.73%    |
| Усього          | 687       | 100%     |

## Історія
Село Новоолексіївка засновано 1861 року на місці колишнього татарського аулу Бескекли переселенцями з Миколаївки
Бердянського повіту, а також сіл Харківської, Воронізької та Чернігівської губерній.
Під час організованого радянською владою Голодомору 1932—1933 років померло щонайменше 238 жителів села.
2017 року мешканці села Новоолексіївка підійшли творчо до «демонтажу» пам'ятника Леніну і вирішили просто переробити скульптуру. Так вождь пролетаріату перетворився у патріотичного гетьмана Пилипа Орлика з козацьким чубом і вусами. Скульптуру «переодягли» в шаровари, додали на пояс шаблю і пістоль. В руці у екс-Леніна з'явилася люлька. Такий образ українського гетьмана в еміграції, соратника гетьмана Івана Мазепи побачила місцева вчителька Юлія Луценко. На роботу над пам'ятником пішло приблизно півроку.
12 червня 2020 року, відповідно до розпорядження Кабінету Міністрів України № 713-р «Про визначення адміністративних центрів та затвердження територій територіальних громад Запорізької області», село увійшло складу Приморської міської громади.
17 липня 2020 року, в результаті адміністративно-територіальної реформи та ліквідації Приморського району, село увійшло до складу Бердянського району.
24 лютого 2022 року, під російського вторгнення в Україну, село тимчасово окуповане російськими військами.

## Економіка
- СПК «Імені Шевченка».

## Об'єкти соціальної сфери
- Навчально-виховний комплекс.
- Будинок культури, у якому працюють хор, танцювальний ансамбль, народний фольклорний колектив «Сусідоньки».
- Фельдшерсько-акушерський пункт.
- Бібліотека.
- Церква.
- Відділення зв'язку.

## Відома особа
- Кудар Петро Сергійович (1913—1941) — Герой Радянського Союзу.